# Astute (U-Boot, 2010)
Die HMS Astute (S119) ist ein Atom-U-Boot des Submarine Service der Royal Navy und Typschiff der Astute-Klasse.
Die Kiellegung fand am 31. Januar 2001 in Barrow-in-Furness statt, der Stapellauf erfolgte am 8. Juni 2007. Getauft wurde das U-Boot von der Herzogin von Cornwall.
Am 18. April 2009 gerieten Gummikacheln am Kommandoturm des noch in Barrow-in-Furness in der Werft liegenden Schiffes aus zunächst ungeklärter Ursache in Brand. Der entstandene Schaden beschränkte sich auf die Außenseite des U-Bootes. Die offizielle Indienststellung fand am 27. August 2010 statt.

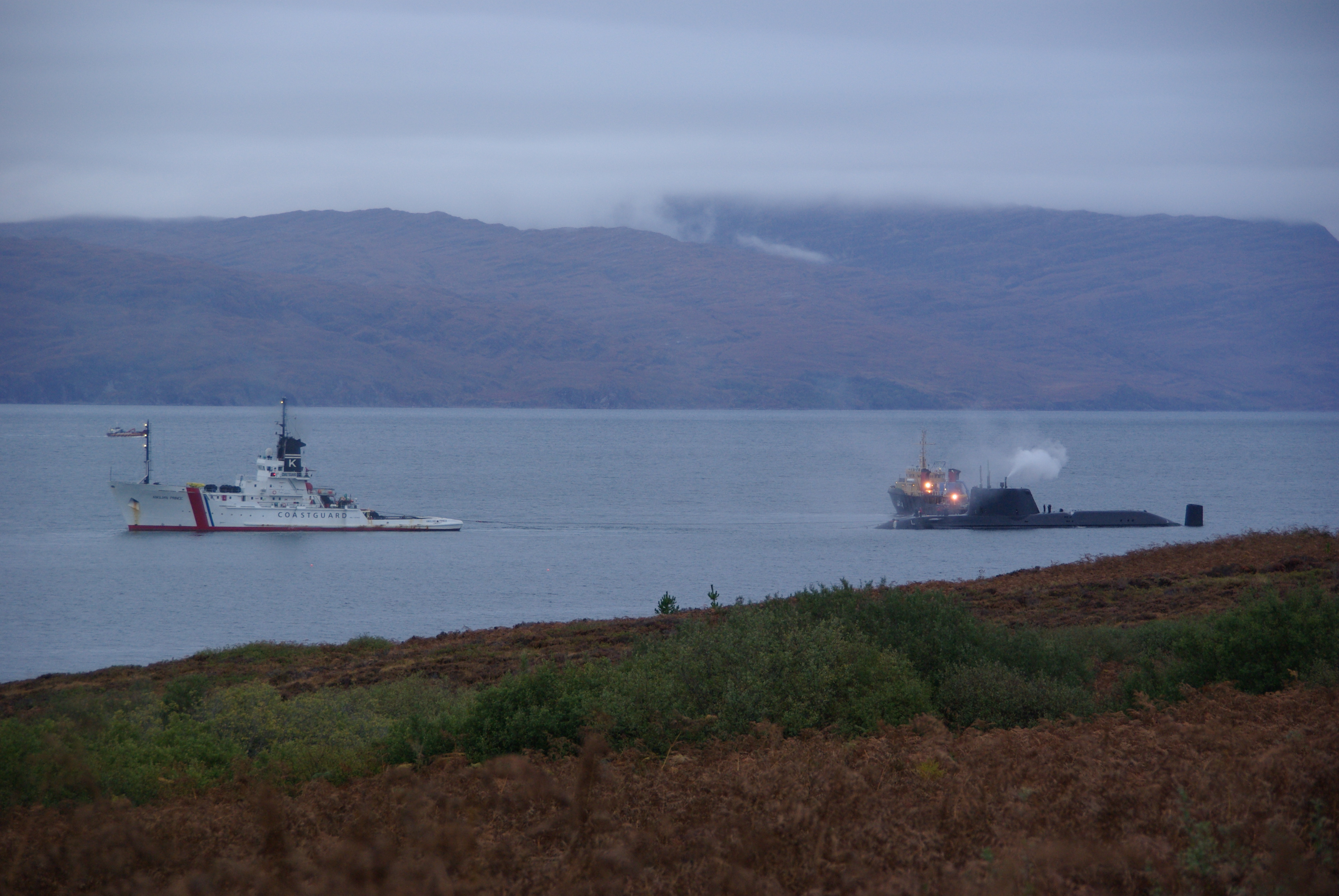
Die auf Grund gelaufene HMS Astute wird vom Notschlepper Anglian Prince freigeschleppt

Am 22. Oktober 2010 lief die Astute während Erprobungsfahrten vor der Isle of Skye auf Grund. Der Unfall, bei dem auch das Ruder der Astute beschädigt wurde, ging letztlich auf die Nachlässigkeit des Wachhabenden und Abweichungen von den korrekten Vorgehensweisen bei der Planung und Durchführung der Navigation zurück. Wenige Stunden später bugsierten Schlepper das U-Boot während der Flut in tiefere Gewässer. Bei dieser Rettungsaktion kam es zum Zusammenstoß zwischen der Astute und einem Schleppschiff der Küstenwache, wobei das vordere Tiefenruder auf der Steuerbordseite beschädigt wurde.
Am 8. April 2011 feuerte während eines Besuches lokaler Würdenträger an Bord der in den Docks von Southampton liegenden Astute Able Seaman Ryan Samuel Donovan sechs Schüsse im Kontrollraum ab; dabei wurden Lieutenant Commander Ian Molyneux getötet und Lieutenant Commander Christopher Hodge verletzt. Able Seaman Ryan Samuel Donovan wurde daraufhin zu 25 Jahren Haft verurteilt.